# Moina
Kaluženka (Moina Baird, 1850) je rod drobných vodních korýšů z podřádu perlooček (Cladocera).

## Popis
Rod Moina ukazuje schopnost přežít ve vodách s nízkým obsahem kyslíku, s vysokými hodnotami salinity a dalšími nečistotami, zahrnující jezera solných plání, běžně eutrofizovaných. Příkladem takového extrémního stanoviště je velmi slaná pánev Makgadikgadi v Botswaně, ve které prospívá druh Moina belli.

## Význam
Druh kaluženka klínohlavá (Moina macrocopa) je akvaristy využíván jako kvalitní živé krmivo, které lze jednoduše produkovat doma.

## Druhy
Rod Moina zahrnuje následující druhy:
- Moina affinis Birge, 1893
- Moina australiensis Sars, 1896
- Moina belli Gurney, 1904
- Moina brachiata (Jurine, 1820)
- Moina brachycephala Goulden, 1968
- Moina flexuosa Sars, 1897
- Moina hartwigi Welter, 1898
- Moina hutchinsoni Brehm, 1937
- Moina macrocopa (Straus, 1820) – kaluženka klínohlavá
- Moina micrura Kurz, 1874 – kaluženka malá
- Moina minuta Hansen, 1899
- Moina mongolica Daday, 1901
- Moina rectirostris (Leydig, 1860)
- Moina reticulata (Daday, 1905)
- Moina salina Daday, 1888
- Moina tenuicornis Sars, 1896
- Moina weismanni Ishikawa, 1897
- Moina wierzejskii Richard, 1895